# Горчаков, Михаил Дмитриевич
Князь Михаи́л Дми́триевич Горчако́в (1793 — 1861) — русский военный и государственный деятель, генерал от артиллерии (10 октября 1843), генерал-адъютант (6 декабря 1829), командующий войсками в Крыму на исходе Крымской войны, в 1856—1861 годах — наместник Царства Польского. Младший брат генерала от инфантерии П. Д. Горчакова, дед премьер-министра П. А. Столыпина.

## Биография
Родился в семье писателя Дмитрия Петровича Горчакова (из княжеского рода Горчаковых) и его жены Натальи Фёдоровны, урождённой Боборыкиной.
В 1807 году поступил юнкером в гвардейскую артиллерию, с которой (после кратковременной командировки на Кавказ в 1809 году) участвовал в кампаниях 1812, 1813 и 1814 годов. В Отечественную войну 1812 года участвовал в сражении при Бородино; награждён орденом Святого Владимира 4-й степени (1812). Во время Заграничных походов 1813—1814 годов участвовал в сражениях при Люцене, Бауцене, Дрездене, в битве народов при Лейпциге.
Согласно мемуарам С. П. Трубецкого, М. Д. Горчаков являлся членом тайного общества декабристов (вероятнее всего, Союза благоденствия). К следствию привлечён не был и наказания не понёс.
В 1820 году назначен начальником штаба 3-го пехотного корпуса, с войсками которого участвовал в русско-турецкой войне 1828—1829 годов. При переправе через Дунай у Сатунова он в числе первых вступил на неприятельский берег и был награждён орденом Св. Георгия 3-й степени.
Перед самою польскою войною 1831 года был назначен начальником штаба 1-го пехотного корпуса, и в этой должности состоял до сражения при Вавре; после раненного в этом бою генерал-адъютанта Сухозанета вступил в исправление должности начальника артиллерии армии, действовавшей в Польше, и участвовал в сражении при Грохове, сражении под Остроленкой и в штурме Варшавы.
Во время венгерской войны в качестве начальника штаба действующей армии участвовал в бою под Вайценом и распоряжался переправою войск через реку Тису, при Тисафюреде.
В 1854 году, при начале Восточной войны, начальству Горчакова вверены были войска 3-го, 4-го и 5-го пехотных корпусов, действовавших на Дунае и прибрежье Чёрного моря до Южного Буга, хотя главное распоряжение этими силами, равно как войсками, находившимися в Польше и западных губерниях, было предоставлено генерал-фельдмаршалу Паскевичу. Кампания на Дунае вообще шла неудачно, и войска Горчакова уже в исходе августа 1854 года были выведены из Валахии и Молдавии. По возвращении их в пределы империи Горчаков был назначен главнокомандующим Южной армией, расположенной на северо-западном прибрежье Чёрного моря и на реке Прут.
Когда последовала высадка союзников в Крыму, Горчаков по собственному почину, предупреждая высочайшие повеления, всячески старался содействовать удовлетворению материальных нужд крымской армии. Наконец начальство над этой армией пришлось принять самому Горчакову, и в самое тяжелое время; он руководил обороной Севастополя с февраля по август 1855 года.
В мае 1855 года после одного из отбитых штурмов, вожди неприятельской армии прислали парламентёра к князю М. Д. Горчакову просить его портрет. Тот отвечал, что у него в Севастополе нет фотографа. На другой день неприятель прислал с парламентёром фотографа, и кн. Горчаков дозволил снять с себя портрет. Портрет этот был послан князем в подарок своим противникам, которые одарили его большой фотографией — своим портретом.
- М.Д. Горчаков в Севастополе, 1855. Портрет сделанный неприятельским фотографом
- Лорд Раглан, Омер-паша и Ж.-Ж. Пелисье под Севастополем в 1855 году. Портрет, подаренный М.Д. Горчакову

В конце 1855 года он заменён был в Крыму генерал-адъютантом Лидерсом, а в январе 1856 года, по смерти фельдмаршала князя Паскевича, назначен наместником Царства Польского и главнокомандующим вновь образованной 1-й армии. В этой должности он оставался до самой смерти.
Тело его, согласно завещанию, предано земле в городе Севастополе. Над его могилой на Братском кладбище по проекту архитектора А. А. Авдеева воздвигнута часовня  Объект культурного наследия народов РФ регионального значения. Рег. № 921711298440005 (ЕГРОКН) с надписью:
Тело покойного, по его желанию, погребено среди воинов, не допустивших врагов Отечества перейти за рубеж того места, где находятся их могилы.

## Мнения и оценки
Князь Горчаков долгое время пользовался репутацией человека беззаветно храброго и рыцарски честного и благородного. Во время и после Крымской войны его справедливо упрекали в отсутствии самостоятельности и в нерешительности, которые вредно отзывались на военных действиях; но трудно сказать, были ли то врождённые черты его характера или же они явились и развились вследствие почти 22-летнего пребывания начальником штаба у графа Паскевича, который держал себя с подчинёнными деспотически, не терпел возражений и, обладая огромною властью, оберегал её весьма ревниво, причём мягкостью в обращении не отличался. Правда, и сам Горчаков любил жаловаться на безынициативность подчинённых.

## Награды
Российские:
- Орден Святого Владимира 4-й степени с бантом (1812)[10]
- Орден Святой Анны 2-й степени (22.01.1814)
- Перстень с вензелем императора Александра I (1820)
- Орден Святого Владимира 3-й степени (22.02.1823)
- Орден Святого Георгия 3-й степени (25.06.1828)
- Золотая шпага с надписью «За храбрость», украшенная алмазами (19.07.1828)
- Орден Святого Владимира 2-й степени (01.07.1829)
- Орден Святой Анны 1-й степени (01.01.1830)
- Орден Святого Александра Невского (11.08.1831)
- Знак отличия «За военное достоинство» 2-й степени (1832)
- Орден Святого Владимира 1-й степени с мечами над звездой (17.07.1838)
- Табакерки с портретом императора Николая I, украшенные бриллиантами (1839 и 1848)
- Бриллиантовые знаки к ордену Святого Александра Невского (09.09.1840)
- Орден Белого орла (15.08.1849)
- Орден Святого Андрея Первозванного (15.08.1849)
- Бриллиантовые знаки к ордену Святого Андрея Первозванного (06.12.1852)
- Портрет императора Николая I, украшенный алмазами, для ношения в петлице (1854)
- Мечи к ордену Святого Андрея Первозванного (05.08.1855)[11]
- Знак отличия «За XL лет беспорочной службы» (1855)
- Портрет императора Александра II, украшенный алмазами, для ношения в петлице на Андреевской ленте (1856)

Иностранные:
- Орден «Pour le Mérite» (Пруссия, 1813)
- Австрийский орден Леопольда, большой крест (Австрия, 1831)
- Орден Красного орла 1-го класса (Пруссия, 1833)
- Орден Гражданских заслуг Баварской короны, большой крест (Королевство Бавария, 1838)
- Табакерка с портретом короля Пруссии Фридриха Вильгельм III (Пруссия, 1838)
- Орден Святого Януария (Королевство обеих Сицилий, 1845)
- Королевский венгерский орден Святого Стефана, большой крест (Австрия, 1849)
- Орден Чёрного орла (Пруссия, 1851)
- Орден Святого Фердинанда, большой крест (Испания, 1857)
- Бриллиантовые знаки к ордену Чёрного орла (Пруссия, 1857)
- Орден Белого сокола, большой крест (Великое герцогство Саксен-Веймар-Эйзенах, 1858)
- Орден Почётного легиона, большой крест (Франция, 1858)

## Семья
Был женат на Агафоклее Николаевне Бахметевой (1802—1888), дочери Николая Алексеевича Бахметева (1770—1836) от его брака с княжной Варварой Фёдоровной Несвицкой; сестре Алексея Бахметева. В июне 1833 года княгиня Горчакова была пожалована в кавалерственные дамы ордена Св. Екатерины (меньшого креста), 26 августа 1856 года была возведена в звание статс-дамы. После смерти мужа своим постоянным местом пребывания она избрала Женеву, летом ездила на курорты Германии, где встречалась со своими замужними дочерьми. Умерла от отека легких 5 ноября 1888 года в Женеве. Тело её было перевезено в Россию и похоронено в Донском монастыре в Москве. В браке имели детей:
- Николай (12.04.1823[13]—15.08.1884[14]), служил в министерстве иностранных дел, умер в Лондоне от паралича, похоронен там же.
- Варвара (1824—17.09.1901[15]), жена В. Н. Панкратьева, умерла от болезни сердца во Флоренции, похоронена в Варшаве.
- Наталья (1827—1889), жена генерала А. Д. Столыпина, мать премьер-министра П. А. Столыпина.
- София (1835—1917), с 1866 года жена барона Е. Е. Стааля, посла в Великобритании.
- Ольга (1837—1926), с 1857 года жена барона Феликса Казимировича Мейендорфа, мать политика А. Ф. Мейендорфа.
- Анна (1838— ?)